# جيم سميث (لاعب كرة قدم)
جيم سميث (بالإنجليزية: Jim Smith)‏ (و. 1940  م) هو لاعب كرة قدم، ومدرب كرة قدم، من المملكة المتحدة، ولد في شفيلد، يلعب كلاعب وسط.

## روابط خارجية
- جيم سميث على موقع قاعدة بيانات كرة القدم.إي يو (الإنجليزية)
- جيم سميث على موقع Soccerbase.com (لاعب) (الإنجليزية)
- جيم سميث على موقع Soccerbase.com (مدرب) (الإنجليزية)